# Балицький Григорій Васильович
Ба́лицький Григо́рій Васи́льович (нар. 27 лютого (12 березня) 1906 — пом. 6 грудня 1989) — організатор і керівник радянського партизанського руху в Україні в роки Німецько-радянської війни, Герой Радянського Союзу (1943).

## Життєпис
Народився 12 березня 1906 року в селі Берестяги Гайворонського району Кіровоградської області в селянській родині. Українець. Член КП(б)У з 1932 року.
У 1928–1933 роках мешкав і працював у місті Маріуполі.
У 1937 році закінчив Всеукраїнський інститут комуністичної освіти в Харкові й направлений до Чернігова директором обласної бібліотеки.
До 1940 року завідував відділом чернігівської обласної газети «Більшовик».
У 1940–1941 роках — заступник завідувача загального сектору Чернігівського обкому КП(б)У. На тимчасово окупованій території Чернігівщини створив і очолив диверсійну партизанську групу, що діяла в чернігівських лісах. Спільно з партизанами загону О. Ф. Федорова підірвав німецький склад з боєприпасами та 24-метровий міст через річку Мена поблизу однойменної залізничної станції.
У серпні 1942 року залишений на чолі диверсійної групи у Чечерських та Злинківських лісів з метою відволікання уваги ворога від основних сил партизанського з'єднання, що здійснювало перехід у Клєтнянські ліси Брянщини. До кінця вересня 1942 року на комунікаціях Гомельського залізничного вузла під керівництвом Г. В. Балицького партизанами було пущено під укіс 13 ворожих ешелонів, серед яких спеціальний потяг «Блакитна стріла», що доправляв німецьких офіцерів у відпустку.
У листопада 1942 року загін Балицького виходить у Клєтнянські ліси, де вливається у з'єднання О. Ф. Федорова. В одному з боїв був важко поранений, доправлений на лікування в Москву. На початку березня 1943 року повертається й очолює партизанський загін.
Указом Президії Верховної Ради СРСР від 7 березня 1943 року за зразкове виконання завдань командування в боротьбі проти німецько-фашистських загарбників, виявлені при цьому мужність і героїзм та за особливі заслуги в розвитку партизанського руху Григорію Васильовичу Балицькому присвоєне звання Героя Радянського Союзу з врученням ордена Леніна й медалі «Золота Зірка» (№ 974).
Під час рейду партизанського з'єднання Правобережною Україною, загін під командуванням Г. В. Балицького розгромив ворожі гарнізони містечок Скригалове, Володимирець та інших. У липні 1943 року загін відбув у район Радзивіллівських лісів на Волині, де здійснював бойові операції на залізниці Ковель — Рівне. До травня 1944 року партизанами Балицького було знищено ще 100 ворожих ешелонів.
З липня 1944 року — секретар Бориславського міськкому КПУ Дрогобицької області.
У 1947 році закінчив Вищу партійну школу при ЦК КПРС. Працював секретарем Кіровоградського міськкому КПУ.
У 1948–1962 роках — завідувач відділом адміністративних і торговельно-фінансових органів Кіровоградського обкому КПУ.
У 1962–1964 роках — голова парткомісії при Кіровоградському обкомі КПУ.
Після виходу на пенсію мешкав у Кіровограді. Помер 6 грудня 1989 року. Похований в Пантеоні Вічної Слави.

## Нагороди
- Медаль «Золота Зірка» Героя Радянського Союзу (07.03.1943)[1].
- Орден Леніна (07.03.1943).
- Орден Червоного Прапора (07.08.1944).
- Орден Богдана Хмельницького 2-го ступеня (02.05.1945).
- Орден Вітчизняної війни 1-го ступеня (11.03.1985).
- Орден Червоної Зірки (12.05.1942).
- Орден «Знак Пошани».
- Медалі.
- Почесний громадянин села Губівка Компаніївського району Кіровоградської області.

## Твори
- Г. В. Балицький є автором книги спогадів «Війна вночі» (1969).